# تفراوت (ولاية المدية)
تفراوت، بلدة وبلدية تابعة لدائرة شلالة العذاورة في ولاية المدية بالجزائر.

## الموقع الجغرافي
تبعد عن شلالة العذاورة بمسافة 6 كم شمالا على الطريق الوطني رقم 18B على بعد حوالي 130 كلم جنوب الجزائر العاصمة، وحوالي 80 كلم جنوب شرق المدية.